# Villiers-sur-Yonne
Villiers-sur-Yonne è un comune francese di 317 abitanti situato nel dipartimento della Nièvre nella regione della Borgogna-Franca Contea.

## Società

### Evoluzione demografica
Abitanti censiti